# Bezirke in Hamburg
Die Freie und Hansestadt Hamburg ist als Land und Einheitsgemeinde seit 1951 in sieben Bezirke gegliedert, in denen Bezirksämtern die selbständige Erledigung übertragener Aufgaben obliegt. Die Bezirksämter sind für eine Reihe dezentral wahrzunehmender Verwaltungsaufgaben zuständig, insbesondere im Sozial-, Gesundheits-, Bau-, Melde-, Wohnungs- und Liegenschaftswesen sowie im Bereich der Wirtschaftsüberwachung. Jeder Bezirk hat zur Beratung und Mitwirkung der Bürger an Verwaltung und bezirkspolitischen Themen eine Bezirksversammlung.
Die sieben Bezirke Hamburgs sind in insgesamt 104 Stadtteile untergliedert (seit dem 1. Januar 2011), die aus einem oder mehreren Ortsteilen bestehen. Stadt- und Ortsteile sind geografische und statistische, aber keine politischen Einheiten. Der Zuschnitt der Bezirke wurde so gewählt, dass jeder Bezirk sowohl innerstädtisch verdichtete Stadtteile als auch weiter außerhalb liegende Gebiete an der Landesgrenze umfasst.

## Die Bezirke in der Übersicht
| Nr. | Bezirk                       | Fläche in km² | Einwohner (31. Dezember 2023) | Bevölkerungsdichte (Einwohner je km²) | Stadtteile |
| --- | ---------------------------- | ------------- | ----------------------------- | ------------------------------------- | ---------- |
| 1   | Hamburg-Mitte                | 142,2         | 312.641                       | 2199                                  | 19         |
| 2   | Altona                       | 77,9          | 280.838                       | 3605                                  | 14         |
| 3   | Eimsbüttel                   | 49,8          | 276.222                       | 5547                                  | 9          |
| 4   | Hamburg-Nord                 | 57,8          | 328.454                       | 5683                                  | 13         |
| 5   | Wandsbek                     | 147,5         | 455.185                       | 3086                                  | 18         |
| 6   | Bergedorf                    | 154,8         | 133.813                       | 864                                   | 14         |
| 7   | Harburg                      | 125,2         | 176.868                       | 1413                                  | 17         |
|     | Freie und Hansestadt Hamburg | 755,2         | 1.964.021                     | 2601                                  | 104        |

## Die Bezirke und ihre einzelnen Untergliederungen

### Stadt- und Ortsteile
Die Bezirke bestehen jeweils aus mehreren Stadtteilen, deren Namen und Grenzen oftmals historisch gewachsen, zum Teil auch jüngeren Datums sind. Für statistische Zwecke sind viele Stadtteile nochmals in mehrere Ortsteile unterteilt. Die 181 Ortsteile Hamburgs (seit dem 1. Januar 2011) werden mit einer dreistelligen Nummer bezeichnet, deren erste Stelle jeweils für den Bezirk steht (Beispiel: Der Stadtteil Neustadt im Bezirk Hamburg-Mitte besteht aus den vier Ortsteilen 105 bis 108. Der relativ kleine Stadtteil Cranz im Bezirk Harburg lediglich aus einem Ortsteil 718, bei identischer Stadt- und Ortsteilgrenze).
Der flächengrößte Stadtteil ist Wilhelmsburg (35,3 km²), der kleinste der 2008 neu gebildete Stadtteil Sternschanze (0,47 km²; zuvor Hoheluft-Ost mit 0,581 km²). Der bevölkerungsreichste Stadtteil ist Rahlstedt mit 95743 Einwohnern (Stand 31. Dezember 2021), während für Altenwerder nur drei Einwohner verzeichnet sind.
Neben diesen offiziellen Untergliederungen bestehen weitere historische oder in jüngerer Zeit entstandene Bezeichnungen für Gemarkungen, Ortsteile, Viertel, Quartiere, Großwohnsiedlungen oder für landschaftlich größere Gebiete und weitere geografische Einheiten (beispielsweise Flur- und Inselnamen).

### Bezirk Hamburg-Mitte

Lage des Bezirks Hamburg-Mitte in Hamburg
Lage der Stadtteile im Bezirk Hamburg-Mitte

Der Bezirk Hamburg-Mitte hat 19 Stadtteile:

Hamburg-Altstadt,
Billbrook,
Billstedt,
Borgfelde,
Finkenwerder,
HafenCity,
Hamm,
Hammerbrook,
Horn,
Kleiner Grasbrook,
Neustadt,
Neuwerk (Exklave),
Rothenburgsort,
St. Georg,
St. Pauli,
Steinwerder,
Veddel,
Waltershof,
Wilhelmsburg.

### Bezirk Altona

Lage des Bezirks Altona in Hamburg
Lage der Stadtteile im Bezirk Altona

Der Bezirk Altona hat 14 Stadtteile:

Altona-Altstadt,
Altona-Nord,
Bahrenfeld,
Blankenese,
Groß Flottbek,
Iserbrook,
Lurup,
Nienstedten,
Osdorf,
Othmarschen,
Ottensen,
Rissen,
Sternschanze,
Sülldorf.

### Bezirk Eimsbüttel

Lage des Bezirks Eimsbüttel in Hamburg
Lage der Stadtteile im Bezirk Eimsbüttel

Der Bezirk Eimsbüttel hat 9 Stadtteile:

Eidelstedt,
Eimsbüttel,
Harvestehude,
Hoheluft-West,
Lokstedt,
Niendorf,
Rotherbaum,
Schnelsen,
Stellingen.

### Bezirk Hamburg-Nord

Lage des Bezirks Hamburg-Nord in Hamburg
Lage der Stadtteile im Bezirk Hamburg-Nord

Der Bezirk Hamburg-Nord hat 13 Stadtteile:

Alsterdorf,
Barmbek-Nord,
Barmbek-Süd,
Dulsberg,
Eppendorf,
Fuhlsbüttel,
Groß Borstel,
Hohenfelde,
Hoheluft-Ost,
Langenhorn,
Ohlsdorf,
Uhlenhorst,
Winterhude.

### Bezirk Wandsbek

Lage des Bezirks Wandsbek in Hamburg
Lage der Stadtteile im Bezirk Wandsbek

Der Bezirk Wandsbek hat 18 Stadtteile:

Bergstedt,
Bramfeld,
Duvenstedt,
Eilbek,
Farmsen-Berne,
Hummelsbüttel,
Jenfeld,
Lemsahl-Mellingstedt,
Marienthal,
Poppenbüttel,
Rahlstedt,
Sasel,
Steilshoop,
Tonndorf,
Volksdorf,
Wandsbek,
Wellingsbüttel,
Wohldorf-Ohlstedt.

### Bezirk Bergedorf

Lage des Bezirks Bergedorf in Hamburg
Lage der Stadtteile im Bezirk Bergedorf

Der Bezirk Bergedorf hat 14 Stadtteile:

Allermöhe,
Altengamme,
Bergedorf,
Billwerder,
Curslack,
Kirchwerder,
Lohbrügge,
Moorfleet,
Neuallermöhe,
Neuengamme,
Ochsenwerder,
Reitbrook,
Spadenland,
Tatenberg.

### Bezirk Harburg

Lage des Bezirks Harburg in Hamburg
Lage der Stadtteile im Bezirk Harburg

Der Bezirk Harburg hat 17 Stadtteile:

Altenwerder,
Cranz,
Eißendorf,
Francop,
Gut Moor,
Harburg,
Hausbruch,
Heimfeld,
Langenbek,
Marmstorf,
Moorburg,
Neuenfelde,
Neugraben-Fischbek,
Neuland,
Rönneburg,
Sinstorf,
Wilstorf.

## Geschichte

Gliederung des Hamburger Landgebiets vom 15. bis 19. Jahrhundert:
Landherrenschaft Bill- und Ochsenwärder
Landherrenschaft Hamburger Berg
Landherrenschaft Hamm und Horn
Landherrenschaft der Walddörfer
Kloster St. Johannis
Hospital zum Heiligen Geist
Hospital St. Georg
Amt Bergedorf (gemeinsam mit Lübeck)
nicht im Bild: Amt Ritzebüttel (hamburgische Exklave an der Elbmündung)

### Landherrenschaften
Wie auch andere Freie Reichsstädte konnte Hamburg im Laufe der Geschichte zahlreiche umliegende Dörfer und Städte für sich gewinnen und unter seine Hoheit stellen bzw. gemeinsam mit anderen Staaten verwalten. Das Staatsgebiet der Freien Reichsstadt Hamburg bestand daher aus dem eigentlichen Stadtgebiet (innerhalb der Stadtmauern und -wälle) und dem so genannten Landgebiet, also einer Vielzahl von Landgemeinden, darunter die äußeren Stadtteile der heutigen Bezirke Hamburg-Mitte, Hamburg-Nord und Eimsbüttel sowie die so genannten Walddörfer. Die meisten dieser Landgemeinden bildeten mit der Stadt Hamburg ein geschlossenes Staatsgebiet, jedoch lagen einige auch als Exklaven vollständig außerhalb (z. B. Amt Ritzebüttel an der Elbmündung). Ebenso bestanden kleine Enklaven, wie in den Vierlanden, die wie die Stadt Bergedorf gemeinschaftlich mit der Freien und Hansestadt Lübeck verwaltet wurden, bevor die Hoheitsrechte 1868 gänzlich an Hamburg fielen.
Das Landgebiet wurde seit dem 15. Jahrhundert in Landherrenschaften eingeteilt, deren Zuschnitt sich im Laufe der Zeit mehrfach änderte. Bei der Reichsgründung 1871 war das Staatsgebiet Hamburgs in folgende Bereiche eingeteilt:
- die Stadt Hamburg (Altstadt, Neustadt und – seit 1868 – St. Georg)
- die Vorstadt St. Pauli sowie 15 Vororte (Rotherbaum, Harvestehude, Eimsbüttel, Eppendorf, Winterhude, Uhlenhorst, Barmbek, Eilbek, Hohenfelde, Borgfelde, Hamm, Horn, Billwerder-Ausschlag, Steinwerder und Kleiner Grasbrook) – diese wurden 1894 nach Hamburg eingemeindet
- das Landgebiet, unterteilt in die Landherrenschaften der Geestlande, der Marschlande, Bergedorf und Ritzebüttel

Mit der Einführung der hamburgischen Städteordnung am 2. Januar 1924 wurden Bergedorf, Cuxhaven und Geesthacht eigenständige Städte im Hamburger Staatsgebiet und schieden aus den Landherrenschaften aus.
Nicht zum hamburgischen Staatsgebiet gehörten damals die selbstständigen Städte Altona, Wandsbek (beide seit 1866 zur preußischen Provinz Schleswig-Holstein gehörig) sowie Harburg und Wilhelmsburg (Provinz Hannover). Diese vier kamen erst durch das Groß-Hamburg-Gesetz von 1937 zu Hamburg.
Verwaltungsgliederung mit Einwohnerzahl 1871
| Stadt                | Einwohner 1871 |
| -------------------- | -------------- |
| Hamburg              | 199.267        |
| St. Pauli, Vorstadt  | 40.984         |
| Vororte              |                |
| Barmbeck             |                |
| Billwerder Ausschlag |                |
| Borgfelde            |                |
| Eilbek               |                |
| Eimsbüttel           |                |
| Eppendorf            |                |
| Hamm                 |                |
| Harvestehude         |                |
| Hohenfelde           |                |
| Horn                 |                |
| Kleiner Grasbrook    |                |
| Rotherbaum           |                |
| Steinwerder          |                |
| Uhlenhorst           |                |
| Winterhude           |                |
| Landherrenschaft     | Einwohner 1871 |
| Bergedorf            | 13.112         |
| Geestlande           | 56.073         |
| Marschlande          | 22.981         |
| Ritzebüttel          | 6.557          |

### Gebietsreformen der Nationalsozialisten

Verwaltungsgliederung Hamburgs seit dem 1. April 1939 mit Stadt- (weiß) und Landbezirk (türkis), sowie Kreisen und Bezirken in Anlehnung an die NSDAP-Struktur

Nach dem Inkrafttreten des Groß-Hamburg-Gesetzes am 1. April 1937 bestand das nunmehr deutlich vergrößerte Staatsgebiet vorübergehend aus fünf Städten (Hamburg, Altona, Harburg-Wilhelmsburg, Wandsbek und Bergedorf), dem bisherigen Hamburger Landgebiet sowie dem neuen Landkreis Hamburg, der aus 27 ehemals preußischen Gemeinden gebildet wurde.
Erst durch die Einführung der Deutschen Gemeindeordnung am 1. April 1938 wurde Hamburg formell zu einer Gemeinde zusammengeschlossen und zugleich die Verwaltung in eine staatliche und eine kommunale Ebene getrennt. Auf der staatlichen Ebene wurden die städtisch besiedelten Gebiete zu einem Stadtbezirk und die ländlichen Vororte zu einem Landbezirk nach dem Vorbild der bisherigen Landherrenschaft zusammengefasst. Letzterer unterstand Polizeisenator Alfred Richter als „Landbürgermeister“ und umfasste neben der Hauptverwaltung auch 20 dezentrale Dienststellen.
Zusätzlich wurde das Hamburger Stadtgebiet wiederum ein Jahr später, am 1. April 1939, in enger Anlehnung an die Parteistruktur der NSDAP in zehn Kreise eingeteilt, denen 110 „Bezirke“ (entsprechend in etwa den heutigen Stadtteilen) und 178 Ortsteile nachgeordnet waren. Diese Kreiseinteilung nahm in vielerlei Hinsicht die spätere Bezirksgliederung vorweg:
| Kreis | Stadtteile | Anmerkung                                                            |
| ----- | --- | -------------------------------------------------------------------- |
| 1     | Lokstedt, Schnelsen, Niendorf, Langenhorn, Fuhlsbüttel, Ohlsdorf, Alsterdorf, Groß Borstel, Winterhude, Eppendorf, Hoheluft (Ost+West!) | = äußere Stadtteile der heutigen Bezirke Eimsbüttel und Hamburg-Nord |
| 2     | Eimsbüttel, Harvestehude, Rotherbaum | = „Kerngebiet“ des späteren Bezirks Eimsbüttel                       |
| 3     | St. Pauli, Neustadt, Altstadt, Steinwerder, Waltershof, Finkenwerder | = westlicher Bereich von Hamburg-Mitte                               |
| 4     | St. Georg, Borgfelde, Hammerbrook, Klostertor, Kleiner Grasbrook, Veddel, Rothenburgsort, Billwerder Ausschlag, Billbrook | = mittlerer Bereich von Hamburg-Mitte                                |
| 5     | Hohenfelde, Eilbek, Hamm, Horn, Billstedt | = östlicher Bereich von Hamburg-Mitte                                |
| 6     | Barmbek, Dulsberg, Uhlenhorst | = südlicher Bereich von Hamburg-Nord ohne Hohenfelde                 |
| 7     | Altona, Ottensen, Bahrenfeld, Eidelstedt, Stellingen, Groß Flottbek, Othmarschen, Nienstedten, Blankenese, Sülldorf, Rissen, Osdorf, Lurup                                                                                                   | = heutiger Bezirk Altona zzgl. Eidelstedt und Stellingen             |
| 8     | Wilhelmsburg, Georgswerder, Moorwerder, Harburg, Heimfeld, Eißendorf, Wilstorf, Marmstorf, Rönneburg, Langenbeck, Sinstorf, Neuland, Gut Moor, Moorburg, Francop, Altenwerder, Fischbeck, Neugraben, Cranz, Neuenfelde                       | = Bezirk Harburg in den Grenzen von 1951–2006                        |
| 9     | Lohbrügge, Bergedorf, Altengamme, Curslack, Kirchwerder, Neuengamme, Allermöhe, Billwerder, Moorfleet, Ochsenwerder, Reitbrook, Spadenland, Tatenberg                                                                                        | = Bezirk Bergedorf                                                   |
| 10    | Wandsbek, Marienthal, Hinschenfelde, Gartenstadt, Tonndorf, Jenfeld, Bramfeld, Steilshoop, Farmsen, Wohldorf-Ohlstedt, Duvenstedt, Bergstedt, Lemsahl-Mellingstedt, Poppenbüttel, Hummelsbüttel, Wellingsbüttel, Sasel, Volksdorf, Rahlstedt | = Bezirk Wandsbek ohne Eilbek                                        |

Nach den verheerenden Luftangriffen im Juli 1943 und der darauffolgenden Evakuierung großer Teile der Bevölkerung wurden die am schwersten betroffenen Kreise 2, 3, 5 und 6 auf ihre Nachbarkreise aufgeteilt. Da auch der öffentliche Nahverkehr weitgehend zusammengebrochen war, wurden ab 15. November 1943 zusätzlich 23 dezentrale Ortsämter eingerichtet, die den jeweiligen Kreisen zugeordnet waren und auch nach Kriegsende weiter fortbestanden:
- Kreis 1 = Lokstedt, Winterhude, Eppendorf, Eimsbüttel, Innenstadt
- Kreis 4 = St. Georg, Billstedt, Barmbek-Nord, Uhlenhorst
- Kreis 7 = Altona, Flottbek-Othmarschen, Stellingen, Blankenese
- Kreis 8 = Wilhelmsburg, Harburg, Süderelbe, Finkenwerder
- Kreis 9 = Bergedorf, Vier- und Marschlande
- Kreis 10 = Wandsbek, Walddörfer, Alstertal, Rahlstedt

### Bezirksreform 1949

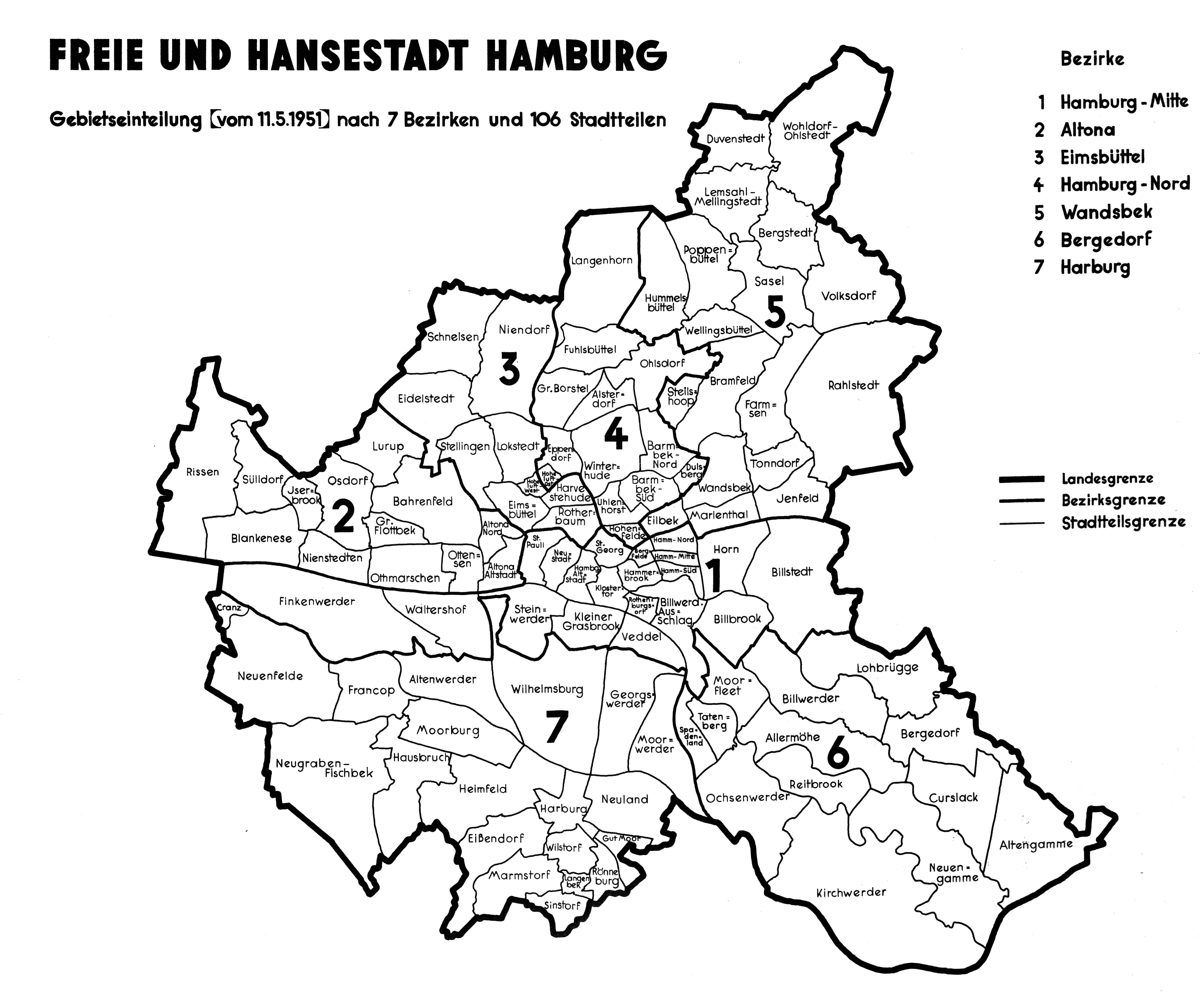
Gebietseinteilung vom 11. Mai 1951 nach 7 Bezirken und 106 Stadtteilen

Nach 1945 wurde zunächst die Trennung in Staats- und Gemeindeverwaltung wieder aufgehoben, ebenso die Kreisverwaltungen mit Ausnahme von Harburg und Bergedorf.
Am 21. September 1949 beschloss die Hamburgische Bürgerschaft das Gesetz über die Bezirksverwaltung in der Freien und Hansestadt Hamburg, das am 11. Mai 1951 in Kraft trat und die heutigen sieben Bezirke (15 Ortsämter, 106 Stadtteile und 179 Ortsteile) schuf. Grundlage für die Beratungen war ein dem Senat 1948 vorgelegtes Gutachten Die Neuordnung der kommunalen Verwaltung der Hansestadt Hamburg von Oskar Mulert, dem ehemaligen geschäftsführenden Präsidenten des Deutschen Städtetages. Dieses sah ein „sektorales“ Gliederungsprinzip vor, dem zufolge jeder Bezirk sowohl Bereiche der verdichteten inneren Stadt als auch weniger verdichtete Außengebiete aufweisen sollte.
Den neu geschaffenen Bezirksämtern wurden auch die bestehenden Ortsämter und Ortsdienststellen nachgeordnet. Zur Beratung kommunalpolitischer Themen und zur Mitwirkung der Bürger an der Verwaltung wurden in allen Bezirken Bezirksausschüsse geschaffen, die 1961 in Bezirksversammlungen umbenannt wurden.

### Bezirksverwaltungsreform 2008
Bis zum 29. Februar 2008 gliederte sich jeder Bezirk in ein Kerngebiet und ein bis vier Ortsamtsgebiete. Im Zuge der Bezirksverwaltungsreform wurden die Ortsämter und die Ortsausschüsse aufgelöst. Bereits zum 1. Februar 2007 wurden die Bezirksämter einheitlich neu organisiert und die bis dahin vorhandenen Ortsämter (mit den vorstehenden Ortsamtsleitern) und Ortsdienststellen aufgelöst. Die Aufgaben der ehemaligen Ortsämter werden nunmehr durch die Bezirksämter und regionale Kundenzentren wahrgenommen und die ehemaligen Ortsausschüsse durch Regionalausschüsse ersetzt.
Durch das am 18. Juli 2006 durch die Hamburgische Bürgerschaft beschlossene Gesetz über die räumliche Gliederung der Freien und Hansestadt Hamburg traten zudem zum 1. März 2008 die folgenden Gebietsänderungen in Kraft:
- der Stadtteil Wilhelmsburg wechselte vom Bezirk Harburg zum Bezirk Hamburg-Mitte
- aus Gebietsteilen der Bezirke Hamburg-Mitte, Altona und Eimsbüttel wurde der neue Stadtteil Sternschanze gebildet, der dem Bezirk Altona zugeordnet wurde
- im Bezirk Hamburg-Mitte wurde aus Teilgebieten der Stadtteile Hamburg-Altstadt, Klostertor und Rothenburgsort der neue Stadtteil HafenCity gebildet
- der Stadtteil Klostertor wurde aufgehoben und der nicht dem neuen Stadtteil HafenCity zugeordnete Teil wurde dem Stadtteil Hammerbrook zugeordnet

### Weitere Gebiets- und Stadtteiländerungen seit 1949
Die bis 1937 hamburgischen Inseln Neuwerk und Scharhörn mit einem Teil des Wattenmeeres (und der später entstandenen Insel Nigehörn) gingen 1969 wegen eines geplanten, aber nie gebauten Tiefwasserhafens vom Land Niedersachsen wieder an Hamburg. Das Gebiet in der Elbmündung wurde als Stadtteil Neuwerk dem Bezirk Hamburg-Mitte zugeordnet. Mitte der 1970er Jahre gab es zudem im Bezirk Bergedorf (im Stadtteil Altengamme) geringfügige Änderungen durch Korrekturen der Landesgrenzen von Hamburg, Niedersachsen und Schleswig-Holstein im Bereich der Staustufe Geesthacht.
Abgesehen von den zeitgleich mit der Bezirksverwaltungsreform 2008 vorgenommenen Änderungen der Stadtteile wurde 1961 der Stadtteil Farmsen in Farmsen-Berne umbenannt und 1970 im Bezirk Hamburg-Mitte der Stadtteil Billwerder Ausschlag aufgehoben und dem Gebiet von Rothenburgsort zugeordnet. Zum 1. Januar 2011 wurden im Bezirk Hamburg-Mitte die Stadtteile Hamm-Nord, Hamm-Mitte und Hamm-Süd zum Stadtteil Hamm zusammengelegt (Ortsteilgliederung 121-127 blieb) und im Bezirk Bergedorf der Stadtteil Neuallermöhe neu geschaffen. Dieser setzt sich aus den Wohngebieten Neuallermöhe-Ost (vorher Gebietsteil des Stadtteils Bergedorf) und Neuallermöhe-West (zuvor Teil von Allermöhe) zusammen. Gleichzeitig wurden die Siedlung Alt-Nettelnburg aus dem Stadtteil Allermöhe nun dem Stadtteil Bergedorf zugeordnet und ein kleines Gelände an der Bahnstrecke vom Stadtteil Billwerder ebenfalls an Bergedorf übertragen.

## Organe der Bezirksverwaltung
In den Bezirken besteht jeweils ein Bezirksamt, das mit seinen verschiedenen Dezernaten, Fachämtern und Dienstleistungszentren  dezentrale und ortsnahe Verwaltungsaufgaben wahrnimmt. Für Bürger wurden im Zuge der Bezirksverwaltungsreform Kundenzentren bei den Bezirksämtern (bzw. an Stelle der ehemaligen Ortsämter) für Aufgaben des Einwohnermeldeamtes eingerichtet. Zum Teil noch im Aufbau sind die Sozialen Dienstleistungszentren für staatliche Transfer- und Unterstützungsleistungen und die Zentren für Wirtschaftsförderung, Bauen und Umwelt.
Daneben üben die dem Senat unterstehenden Fachbehörden (Ministerien in Flächenländern) und Ämter auch kommunale Aufgaben im gesamten Gebiet der Freien und Hansestadt Hamburg aus. Die Dienstaufsicht (Bezirksaufsichtsbehörde) obliegt seit 2020 einem Amt der Wissenschaftsbehörde. Zuvor übte bis 2020 das auch für weitere Angelegenheiten der Bezirksverwaltung zuständige Amt 6 der Finanzbehörde, das aus dem Senatsamt für Bezirksangelegenheiten hervorgegangen war, die Bezirksaufsicht aus.
Die Bezirke verfügen jeweils über eine Bezirksversammlung, die seit 2014 alle fünf Jahre parallel zur Europawahl in direkter Wahl gewählt wird. Die Mitglieder der Bezirksversammlungen werden mitunter auch als „Bezirksabgeordnete“ bezeichnet, obgleich sie keine Abgeordneten sind. An der Spitze der Verwaltung (des Bezirksamtes) steht der Bezirksamtsleiter, der von der Bezirksversammlung gewählt wird, jedoch zur Amtsübernahme der Bestätigung durch den Senat bedarf.
Die Selbstverwaltungsrechte der Bezirke entsprechen jedoch nicht denen von Gemeinden in anderen Bundesländern. Dies kommt unter anderem darin zum Ausdruck, dass der Bezirksamtsleiter zum Amtsantritt der Bestätigung durch den Senat bedarf und dass Entscheidungen der bezirklichen Instanzen vom Senat außer Kraft gesetzt werden können, indem er die betreffende Angelegenheit per Evokation an sich zieht oder fachlich zuständige Senatoren bindende Einzelweisungen erlassen.